# 손발가락뼈
손발가락뼈(영어: phalanx bone)는 손과 발을 구성하는 골격의 일부이다. 짧고 굵은 엄지와 가늘고 긴 네 개의 손발가락을 합쳐 모두 다섯 개의 손발가락으로 이루어져 있다. 침팬지, 사람과 같은 영장류에게서 관찰할 수 있다.
손가락뼈와 발가락뼈는 크게 보아 첫마디뼈, 중간마디뼈, 끝마디뼈로 구분된다.

## 같이 보기
- 손발가락
- 주먹결절
- 발허리발가락관절
- 발가락뼈사이관절